# Lluís Mateu i Riera
Lluís Mateu i Riera neix a Salt l’any 1943 i des de ben jove treballa com aprenent a la farmàcia Simon. És des de la curta edat que les dots pel dibuix es deixen a relluir. Aquesta destresa artística fa que ja a la dècada dels anys 50 comenci la seva trajectòria pictòrica.
Ben aviat, però les seves inquietuds el porten també a experimentar i endinsar-se en més mons artístics com el dibuix, l’escultura i l’escenografia. De la seva etapa artística, en destaca la dècada dels anys 60 quan és membre fundador del grup de pintors i escultors “Tretze esculpint” i a l’any 1966 lidera la creació de l’espai cultural “La Pastera”.
Al 1968 fa la seva primera exposició de dibuixos i pintures a la Biblioteca Municipal de Salt. Les dècades dels anys 80 i 90 del segle xx, Mateu realitza diverses exposicions individuals i col·lectives.
De totes les seves obres, la intervenció pública a la plaça de la Vila l’any 1982 creant les escultures “Les Llúdrigues” ha estat la més popular per a la vila de Salt, ja que aquestes creacions han passat a formar part de l’imaginari col·lectiu i s'han acabat convertint en un símbol no oficial del municipi i una senyal d’identitat per a saltencs i saltenques.
També a l’àmbit públic és l’encarregat de fer “La font del paradís” a les Deveses de Salt, l’any 1983.
Com a docent, comença la seva tasca a la dècada dels anys 80 en una escola privada, posteriorment crea l’Estudi Taller Lluís Mateu i des del 1990 es fa càrrec de l’Escola Municipal d’Art de Salt, fins a la seva jubilació a l’any 2004.
A l’any 2000 fa una exposició d’aquarel·les a la Farinera Teixidor de Girona i el 2013 exposa  a Les Bernardes una mostra antològica amb motiu del deu 70è aniversari, acompanyada del llibre catàleg amb el títol “Lluís Mateu, manobre de la imaginació”.
Col·labora sovint amb entitats i associacions, il·lustrant llibres, portades i cartells. Pel que a l’edició de diferents llibres en destaquen títols com “Llibres de coneixences”, “Paisatges pedalats, “Humor Universalt”, “Fesomies” o “El cap en joc”, entre d'altres.

## Obra artística

### Pintura
Als 14 anys va començar a treballar d'aprenent a la farmàcia Simon de Girona. Allà va conicidir amb el també saltenc Salvador Sunyer i Aimeric, amb el qual va compartir activitats artístiques i culturals. A partir d'aquí és quan comença a dibuixar els primers gargots, amb caricatures, retrats i apunts del dia a dia que, moltes vegades, feien una crítica àcida del moment.
Poc a poc es va anar atrevint amb la pintura, sempre a partir de la seva intuïció autodidacta. La seva tècnica preferida és l'aquarel·la.
De manera més recent, Mateu ha realitzat grans murals per decorar espais comercials i particulars, i pintures de gran format sobre fusta.

### Il·lustració
Durant 30 anys Lluís Mateu va col·laborar amb la revista local La Farga, publicant de forma mensual un acudit gràfic. Mateu signava aquests acudits sota el pseudònim de El Bugarac. Ha publicat també diferents obres sobre temes d'humor. La més destacada és el llibre Humor Universalt.
D'altra banda, ha il·lustrat gran quantitat de llibres de temàtica diversa, artícles de diaris i revistes, i cartells de tota mena.

### Teatre[5]
En el camp del teatre va adquirir moltes experiències artístiques. Va fer d'actor, escenògraf, cartellista i dissenyador de vestits.
Va estar a l'agrupació E.S.T.I.L. de Salt i al Grup PROSCÈNIUM de Girona. També va ser membre fundador del Talleret de Salt.
| Títol de l'obra            | Autor de l'obra        | Tasca                       |
| -------------------------- | ---------------------- | --------------------------- |
| Tres farses russes         | Anton Txèkhov          | Actor i director            |
| És perillós fer-se esperar | Josep Maria Espinàs    | Actor                       |
| La sala d'estar            | Graham Greene          | Actor                       |
| Homes i No                 | Manuel de Pedrolo      | Actor i ajudant de direcció |
| L'hereu i la forastera     | Josep Maria de Sagarra | Actor                       |
| El mercader de Venècia     | Wiliam Shakespeare     | Actor                       |
| Becket o l'honor de Déu    | Jean Anouilh           | Actor i escenògraf          |
| Antígona                   | Salvador Espriu        | Actor i ajudant de direcció |
| Consueta de Sant Cristòfol | [retaule medieval]     | Actor                       |
| Lorenzacció                | Alfred Musset          | Actor                       |
| La pell de brau            | Salvador Espriu        | Director                    |
| La corona d'espines        | Josep Maria de Sagarra | Actor i escenògraf          |

## Cronologia d'activitats artístiques
| Any  | |
| ---- | --- |
| 1959 | Tercer premi juvenil de dibuix "Fires de Girona". Forma part de l'elenc del Patronat Parroquial de Salt. |
| 1960 | Fundació, a Salt, de l'Esplai Selecte Teatral i Literari (ESTIL). |
| 1962 | Homenatge a Josep Maria de Sagarra. Retrat del poeta, 3x1,5 m. |
| 1963 | Direcció teatral de Tres farses russes d'Anton Txèkhov. Exposició de retrats i caricatures dels actors de l'elenc. |
| 1965 | Segon premi nacional d'aparadors de Laboratoris Biohorm. Primer premi del concurs fotogràfic Vila de Salt. |
| 1966 | Membre fundador de l'equip d'expressió La Pastera. |
| 1967 | Adaptació i direcció de La pell de brau, de Salvador Espriu. |
| 1968 | Adaptació i direcció d'un recital de poemes de levgueni levtuixenko. Adaptació i direcció de quatre narracions de Salvador Espriu. Exposició individual de dibuixos i pintures a la Biblioteca de Salt. Primer premi del concurs Cançó del Grill. |
| 1969 | Membre fundador del grup d'artistes 13 ESCU-PINT. Exposició col·lectiva a Salt. Exposició col·lectiva a Palamós. Edició del Llibret d'humor negre. Direcció teatral de L'Èxode de Baltasar Porcel. Direcció de Becket o l'honor de Déu de Jean Anouilh. Portada de Fires de la revista Presència. |
| 1970 | Decoració per a interiors per a un particular (pintura i decoració). Forma part del grup Proscènium. |
| 1971 | Artista convidat al reportatge de TVE "Girona i els seus artistes". Escultura en fosa del bust del campió de motociclisme Narcís Casas. |
| 1972 | Exposició individual de pintura i escultura a Les Voltes (Girona). Mural ceràmic de 3x2 m per a un particular. Menció especial del Concurs d'escultura "Símbols Girona", Cambra de Comerç. |
| 1973 | Exposició col·lectiva d'escultura Petit Format a Girona. |
| 1974 | Exposició col·lectiva a la Fontana d'Or (Girona). Exposició col·lectiva a la Casa de Cultura (Girona). Pintura per a la Universitat Politècnica de Girona. Disseny dels decorats i vestits per a l'obra teatral Volpone. |
| 1975 | Homenatge a Prudenci Bertrana Art al Carrer (Girona). |
| 1976 | Exposició "Els drets humans, ara!" a la Casa de Cultura (Girona). Homenatge a Carles Rahola, sala Fidel Aguilar (Girona). Homenatge a Carles Rahola, Sala Municipal (Cadaqués). Homenatge a Carles Rahola, Fundació Miró (Barcelona). Cartell "Salvem la Devesa!". |
| 1977 | Membre fundador del Talleret. Cartell de "Tot esperant l'esquerrà". Bloc escultòric de formigó i esmalts a l'església de la Massana. |
| 1979 | Membre fundador de la revista La Farga. |
| 1980 | Exposició col·lectiva a la Fontana d'Or (Girona). Escultura en pedra, homenatge a J. Navarro. |
| 1981 | Exposició individual, Galeria Setè Cel (Salt). |
| 1982 | Col·laborador a la revista Presència. Dibuix, secció Entrevista. Grup escultòric a la Plaça de la Vila (Les Llúdrigues). |
| 1983 | Exposició individual, a la Galeria Setè Cel (Salt). Exposició permanent a la Sala Art i Manya (Salt). |
| 1984 | Il·lustració de Contes Ecològics. |
| 1985 | Primer Premi de Cartells Festa Major de Salt. Cartell de 25 anys d'Escoltisme. Portada del llibre de Josep Valls, Estimats germans. Il·lustració de deu contes de Jordi Soler per al Punt Diari. Entra a formar part del Servei de Publicacions i Disseny de l'Ajuntament de Salt. Portades de dos llibres de monografies d'estudis locals. |
| 1986 | Portada del llibre Polítics i escriptors gironins durant la Segona República d'Agustí Cabruja. Portada del llibre premiat en el 3r concurs de Monografies Locals. |
| 1987 | Exposició d'aquarel·les a l'Ateneu Can Panxut (Salt). Ex-Libris per a l'Escola d'Adults de Salt. Col·lecció de pintura a l'aire lliure. |
| 1988 | Publicació del llibre Humor Universalt. Encàrrec d'obra per a restaurant. Exposició a la Llibreria 22 (Girona). Portada del llibre Salt al 2000. Escultura de formigó per a particular "La dama i la Ilúdriga". Exerceix de professor de pintura en una escola privada de Salt. |
| 1989 | Encàrrecs d'obra per a restaurant. Mural sobre planxa de 3x2 m per a la Biblioteca Infantil de Salt. Responsable del Servei de Publicacions i Disseny de l'Ajuntament de Salt. Inauguració del nou Estudi-Talleral carrer Gaudí de Salt, on imparteix classes de dibuix i pintura. Segon premi de pintura Memorial Marquès de Fontsdebiela. |
| 1990 | Grup escultòric en formigó del "Pla dels Socs" (Deveses de Salt). Trasllat de l'estudi a la plaça Josep Pla de Salt. Segon premi de pintura Rapida (Cassà de la Selva). Exposició a la Llibreria 22. Portada del llibre Els masos fortificats del pla de Salt. Encàrrec calendari Rialles. Encàrrec felicitacions de Nadal. Encàrrec del muntatge i disseny de la rehabilitació del Mas Llorens, Museu de Salt. |
| 1991 | Exposició Nacional de Pintura Submarina (collectiva itinerant). Encàrrec del retrat de l'escriptor Pere Calders. Il·lustració del llibret de recursos educatius, Museu de Salt. Exposició collectiva Sala Maxor (Salt). Escultura de formigó "Font del paradís". Des del 1988 dona classes de dibuix i pintura per a nens í nenes, al seu estudi. És contractat com a professor de l'Escola Municipal de Belles Arts de Salt. Exposició a la Llibreria 22. |
| 1992 | Cartell dels "100 anys del col.legi Dominiques de Salt". Cartell de l'obra teatral Degustació de El Talleret. Exposició col·lectiva al Museu de Salt (pintura). Exposició col·lectiva al Museu de Salt (escultura "Punxart 92"). Obra per a l'Ajuntament de Saint Orens de Gameville (França). Felicitació de Nadal per l'Acadèmia de Ciències Mèdiques de Catalunya. Soci fundador de l'Agrupació amics de l'aquarel·la de Girona. Exposició "Art per la Llibertar a la Casa de Cultura Bisbe Lorenzana (Girona).                                                               |
| 1993 | Exposició itinerant col·lectiva "Pintors gironins amb el sud". Col·lectiva d'aquarel·listes gironins a La Caixa (Girona). Exposició "10 anys d'obra gràfica a Salt" al Museu de Salt. Escut per a l'Ajuntament de Quilalí (Nicaragua). |
| 1994 | Obra de tema saltenc al M. Hble. President Jordi Pujol. Cartell per al Bàsquet GEiEG. Obra per a l'Ajuntament d'Antequera. Obra "Premi ciclista". Obra Hípica Centaure. Exposició "Mini Expo 22". Curset d'aquarel·la a l'escola Santa Eugènia. Assistència al curset d'aquarel·la a càrrec de Martínez Lozano. Art Salt 1994. Participació en la Biennal d'Aquarel·la "Vila de Monistrol". Il·lustració d'Un àlbum d'aigua de Francesca Laguarda. Litografia per a la ciutat de Wuchong (Xina). Cartell per al Bàsquet femení GEiEG.                                            |
| 1995 | Exposició "Aquarel·listes gironins" a La Caixa (Girona). Participació a la subhasta Pro-Diari de Girona. Participació a "Art al carrer", aparadors de Salt. Representació de L'hereu i la forastera als Jardins de Cal Mut. Obra-trofeu per al ciclista J.A. Escuredo. Portada de l'Agenda de Salt. Edició del llibre de Salvador Sunyer i Lluís Mateu, Llibre de coneixences. Exposició al museu de Salt dels originals de les il•ustracions (50x40) sobre el Llibre de coneixences.                                                                                            |
| 1996 | Disseny del trofeu Carnestoltes. Exposició a la Llibreria Setè Cel. Cartell dels Campionats d'Espanya de Petanca (46x64). 50 litografies signades i numerades 46x64 del mateix campionat. Dues obres (aquarel·la 50x40) per a la ciutat de Lingen (Alemanya). Maqueta de "Les Ilúdrigues" per a l'exposició permanent del Museu de Salt. Escenografia de l'obra El fiscal Recasens. Pintura "En Palou" (acrílic 2m x 95 cm) pel Museu de Salt. Representació de La corona d'espines als Jardins de Cal Mut. Guixant pomes.Il·lustració en viu dels poemes de Francesca Laguarda. |
| 1997 | Trofeu per Hípica Centaure (volteig). Acrílic i vernissos. Exposició "Amics de l'aquarel·la" a La Caixa. Exposició "Aquarel·la i l'instant" al Palau de Caramany (Girona). Exposició col·lectiva a la Sala La Caixa de Girona - Ajuda a Quilalí (subhasta). Exposició col·lectiva a Lingen (Alemanya). Representació de Rei i senyor al nou Teatre de Salt. Intercanvi amb la Kunstverein Lingen. Cartell "Festa Major de Riudarenes". Cartell "25 anys de Bàsquet Salt". Col·lectiva d'Aquarel·la a la Sala La Caixa (Girona).                                                  |
| 1998 | Col·laboració amb El Punt per il·ustrar durant 50 diumenges la sèrie "El gust és meu" de Jaume Valls. Cartell de "Salt Gimnàstic club". Escenografia de l'obra L'alcova vermella per al Teatre de Salt. Publicitat i díptic pel Club d'Arquers de Salt. |
| 1999 | "Al·legoria a la impremta", quadre de 2,5x1,5 m sobre fusta per a particular. Il·lustració de Quartets de corda de Salvador Sunyer. Exposició col·lectiva d'aquarel·la a l'Hotel Carlemany (Girona). |
| 2000 | Exposició col·lectiva d'aquarel·la a la Sala La Caixa (Girona). Exposició col·lectiva d'aquarel·la al Pinzell d'or (Llançà). Exposició "El gust és nostre" a la Farinera El Punt. Exposició "Fires de Girona" a la Llibreria 22. Cartell del Pastorets de Salt. |
| 2001 | Exposició "Quilalí, el nostre" al Museu de l'Aigua (Salt). Exposició "Quilalí, el nostre" al Centre Cívic Sant Narcís (Girona). Exposició "Quilalí, el nostre" a l'Ajuntament de Banyoles. |
| 2002 | Exposició de l'Associació d'Aquarel·listes a Figueres. Cinc aquarel·les "Les barques del Ter" 180x90. Exposició "Amics de l'aquarel·la" a la Sala La Caixa (Girona). Exposició col·lectiva "Esclerosi múltiple" a la Casa de Cultura (Girona). Exposició "Les barques de Ilibant del riu Ter" itinerant per Anglès, Bescanó, Sant Julià de Ramis. Portada de la revista La Nova. |
| 2003 | Ponts de Llegenda. Entrefosc - Celrà. |
| 2004 | Premi Generalitat de Catalunya del concurs d'aquarel·la Pinzell d'or. Cartell calendari de la Llibreria 22. Mural acrílic sobre fusta 6x4 m per a un particular. |
| 2005 | Segon premi del concurs Pinzell d'or. Col·laboració en el llibre Mestres 68. Cartell de la Lliga contra el càncer. Cartell IV Trobada de Corals. |
| 2006 | Mural acrílic sobre fusta 15x3 m per a una casa comercial. Mural acrílic sobre fusta 6x2,40 m per a un particular de Mallorca. Pintura gran format per a un particular. |
| 2007 | Cartell de l'obra teatral El metge a garrotades. Inauguració de les noves Llúdrigues. |
| 2008 | Exposició "La bona companyia" a la Biblioteca de Salt. Obra Independència 120x120 m per a l'Ajuntament de Salt. |
| 2009 | Edició del llibre Humor Universalt. Cartell de l'obra teatral Aquí no paga ni déu. |
| 2010 | Quadre de gran format per al Casal de Jubilats de Salt. |
| 2011 | Obra El canvi climàtic de gran format, per a un particular. |
| 2012 | Edició del llibre Paisatges pedalats d'Antoni Sant i Lluís Mateu. |

## Revista La Farga
El maig de 1979 surt a la llum el núm. 1 de la revista “LA FARGA” com a “butlletí del Casal de Jubilats i Simpatitzants”. Un grup de joves de Salt que tenia relació amb el Casal, va decidir editar un butlletí que reflectís les activitats del Casal i també donar l’oportunitat de col·laborar-hi a tothom que tingués alguna cosa a dir, creant-se el Consell de Redacció de la revista La Farga.
Lluís Mateu ha participat del Consell de Redacció des dels inicis de la revista.

## Premis i reconeixements
A banda dels premis relacionats amb les seves activitats artístiques, Lluís Mateu va ser reconegut l'any 2024 amb el premi Tres de Març. Aquests premis es van crear l’any 1988 a Salt i es concedeixen cada any a les persones i entitats que han treballat més pel municipi, per la seva gent i pel seu entorn.
Mateu va rebre el guardó en reconeixement de la seva intensa vinculació amb el poble des de la seva vessant artística i també per l'estreta col·laboració amb múltiples entitats de Salt al llarg de la seva trajectòria vital.
Mateu va ser un dels fundadors, a finals dels anys 50, de l’escoltisme a Salt amb l’Agrupament Escolta Sant Cugat, També és un dels impulsors del Centre Excursionista Saltenc (CES) o un dels iniciadors del Talleret de Salt. Cal fer esment que Mateu va ser l’encarregat de dissenyar el logotip de la campanya que va acompanyar la reivindicació de la independència de Salt (1980).